# 한스 닐센 (권투 선수)
한스 야코브 닐센(덴마크어: Hans Jacob Nielsen, 1899년 9월 2일~1967년 2월 6일)은 덴마크의 권투 선수로 페더급과 라이트급에서 활약했다.

## 경력
네스트베드 출신이다. AK 위덴 소속으로 권투 선수 생활을 했으며, 1920년 덴마크 선수권 대회 페더급에서 우승을 하며 국가대표로 발탁되었다. 그 해 8월에 벨기에 안트베르펜에서 열린 1920년 하계 올림픽에 참가하여 페더급에 출전했으나 2라운드에서 영국의 제임스 케이터에게 패하여 탈락했다.
1924년 8월에는 프랑스 파리에서 열린 1924년 하계 올림픽 라이트급에 참가하였으며, 칠레의 소로바벨 로드리게스, 프랑스의 리샤르 사비냐크, 미국의 프레더릭 보일스타인을 차례로 누르고 결승전에 진출했다. 결승에서는 아르헨티나의 알프레도 코펠로를 꺾고 금메달을 획득하였다.
1928년에는 올림픽 2연패를 위해 네덜란드 암스테르담에서 열린 1928년 하계 올림픽 라이트급 부문에 참가했다. 그는 룩셈부르크의 마티아스 산카시아니와 네덜란드의 다비트 반을 꺾었으나 준결승에서 이탈리아의 카를로 오를란디에게 패했다. 동메달 결정전에서는 스웨덴의 군나르 베리그렌에게 패하여 최종 4위를 기록했다.
1928년 올림픽 이후 은퇴했으며, 1967년에 올보르에서 사망했다.